# Tofana di Mezzo
Die Tofana di Mezzo (deutsch Mittlere Tofana, auch Tofana II) ist ein 3244 m s.l.m. hoher Berg in den Dolomiten in der italienischen Provinz Belluno. Sie bildet die höchste Erhebung der dreigipfeligen Tofane und im näheren Umkreis der Olympiastadt Cortina d’Ampezzo.

## Lage und Umgebung
Die Tofana di Mezzo ist der mittlere und höchste Gipfel der Tofane. Ausgehend von der südwestlich gelegenen Tofana di Rozes ist sie der zweite Gipfel, weshalb sich auch die Bezeichnung Tofana II eingebürgert hat. Von ebendiesem mächtigen Felsriesen trennt die Tofana di Mezzo die Forcella Fontananegra (2561 m) mit dem Rifugio Giussani und dem nicht mehr bewirtschafteten Rifugio Cantore. Nach Norden verläuft der Grat weiter zur Tofana di Dentro, nach Süden über den Bus de Tofana, einem der größten Felsenfenster der Alpen, in Richtung Rifugio Pomedes. Dazwischen liegen die mächtigen Ostabstürze. 50 Meter unterhalb des Gipfels liegt die Bergstation der Seilbahn Freccia nel cielo mit dem Rifugio Cima Tofana.

## Alpinismus

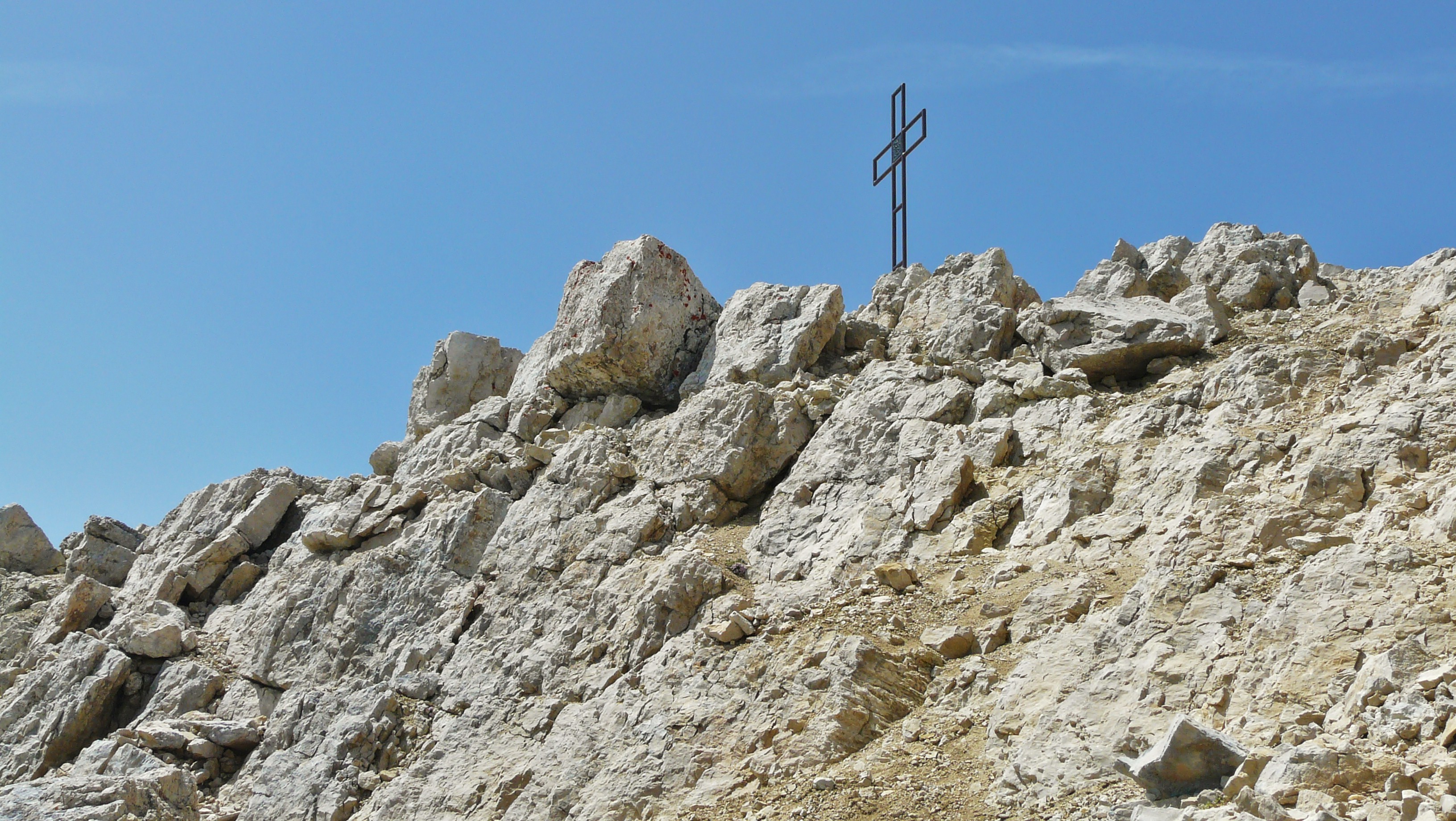
Gipfelkreuz auf der Tofana di Mezzo

Die Tofana di Mezzo gehört zu den ersten großen Dolomitengipfeln, die eine Besteigung erfuhren. Bereits am 29. August 1863 betrat Paul Grohmann mit dem Einheimischen Francesco Lacedelli die Spitze der höchsten Tofana. Grohmann hatte für eine seiner ersten Unternehmungen geplant, den höchsten der drei Gipfel zu besteigen und entschied sich in Unkenntnis der Höhe richtig. „Chéco“ Lacedelli (1796–1886), einer der wohlhabenderen Bauern Cortinas, versuchte sich trotz fortgeschrittenen Alters zum ersten Mal ernsthaft als Bergführer. Es sollte seine erste in einer Reihe von gemeinsamen Erstbegehungen mit Grohmann sein. Die beiden erreichten den Gipfel von Süden aus über eine Route, die bereits wenig später als „mühsamer und schlechter Umweg“ verworfen wurde. Grohmann zeigte sich vom Rundblick beeindruckt: „Der Gipfel bietet Raum für eine Anzahl von Personen und zeigt eine herrliche Rundschau.“
Der Südostgrat (III) wurde 1896 von den Briten J. S. Macintosh und A. Heywood mit A. Zangiacomi und G. Menardi erstmals im Abstieg begangen. Erst 1912 überwanden die Brüder Kurt und Ernst Kiene mit Karl Lömpel und G. Haupt den Grat im Aufstieg. Die Routen durch die Ostwand wurden im 20. Jahrhundert nach und nach erschlossen, darunter die 1966 durch Ivano Dibona eröffnete Via Dibona (VI).
Im Ersten Weltkrieg wurden sowohl die Tofana II als auch die Tofana III im Zuge der Ersten Dolomitenoffensive von den italienischen Alpini besetzt.
Am 21. Dezember 1993 gelang Extremskifahrer Toni Valeruz die erste Abfahrt über die Südostwand.

## Aufstieg
Heute gehört die Tofana di Mezzo zu den meistbesuchten Dreitausendern der Dolomiten. Grund dafür ist die leichte Erreichbarkeit vom Rifugio Cima Tofana an der Seilbahn-Bergstation. Die Seilbahn Freccia nel cielo (Himmelspfeil) führt seit 1971 zum Gipfel und ist nach jener auf die Punta Rocca die zweithöchste in den Dolomiten.
Am Südostgrat laufen mehrere anspruchsvolle Klettersteige zusammen.
- Die Via ferrata Punta Anna (Schwierigkeit C/D) beginnt beim Rifugio Pomedes (2303 m) und führt über den Südgrat auf die Punta Anna (2731 m). Dieser Punkt kann vom Rifugio Giussani (2580 m) oder vom Rifugio Ra Valles (2470 m) an der Seilbahn-Mittelstation auch unschwierig erreicht werden.
- In weiterer Folge führt die 1957 erbaute Via ferrata Giuseppe Olivieri (C/D) zum Gipfel. Nach leichtem Beginn und Gehgelände erreicht man den Fuß des Torre Aglio, den man entweder auf der Via ferrata Gianni Aglio (D) überqueren oder ostseitig umgehen kann. Danach gelangt man zum Felsenfenster Bus de Tofana. Hier besteht bei normalen Verhältnissen die Möglichkeit eines Abstiegs, sowohl zum Rifugio Giussani als auch zum Rifugio Ra Valles. Über gut gestuften Fels führt der Steig weiter auf die Tofana di Mezzo.[2][6]
- Seit 2015 kann der Gipfel ab dem Bus über eine neue lawinengeschützte Klettersteigvariante bestiegen werden.[7]
- Des Weiteren kann die mittlere Tofana von der Tofana di Dentro kommend, über die mäßig schwierige Via ferrata Lamon (B) erreicht werden.[6]

Insbesondere die Via ferrata Giuseppe Olivieri und die Via ferrata Gianni Aglio sind stellenweise sehr ausgesetzt und erfordert neben Armkraft Kondition sowie entsprechende Klettersteig-Erfahrung. Der „alte Normalanstieg“ führt vergleichsweise einfach vom Rifugio Giussani südwestseitig in die Scharte zwischen Tofana di Dentro und Tofana di Mezzo.